# Vladimir Šadrin
Vladimir Nikolaevič Šadrin (in russo Владимир Николаевич Шадрин?; Mosca, 6 giugno 1948 – Mosca, 26 agosto 2021) è stato un hockeista su ghiaccio sovietico, dal 1991 russo.
Morì per complicazioni da Covid-19 nel 2021.

## Palmarès

### Olimpiadi invernali
- Oro a Sapporo 1972.
- Oro a Innsbruck 1976.